# Chinesische Wiedervereinigung (1928)

Die neue chinesische Flagge nach 1929

Die Chinesische Wiedervereinigung (chin.: 東北易幟) war eine Phase der politischen und militärischen Zusammenarbeit zwischen der nationalistischen Kuomintang (Nationale Volkspartei Chinas) und der kommunistischen KPCh (Kommunistische Partei Chinas) während des Chinesischen Bürgerkriegs. Obwohl dieses Bündnis bereits während des gemeinsamen Kampfs (Nordfeldzug) bröckelte, proklamierte die Kuomintang am 29. Dezember 1928 die „Wiedervereinigung“ Chinas.

## Ausgangslage
Bereits im 19. Jahrhundert begann das sogenannte „Große Spiel“ der Großmächte um China, die aufgrund wirtschaftlicher Interessen versuchten, das rohstoffreiche China unter sich aufzuteilen und mithilfe der Förderung von separatistischen Milizen, aber auch direkter Intervention, Satellitenstaaten und Kolonien schufen. Diese Umstände führten zur Destabilisierung des Landes, das durch die praktisch regierungsunfähige und rückständige Kaiserfamilie bereits geschwächt war. Außerdem ereigneten sich mehrere Konflikte auf chinesischem Boden, die der ohnehin schon verarmten Zivilbevölkerung großen Schaden zufügten, so zum Beispiel der Russisch-Japanische Krieg.
Schließlich zerfiel China endgültig, als 1910 die europäischen Eisenbahnverwaltungen den Eisenbahnverkehr stilllegten, um angeblich das Übergreifen von Krankheiten auf Europäer in besetzten Gebieten zu verhindern. Dies brachte das Fass zum Überlaufen und führte zu massiven Protesten und Aufständen. In kürzester Zeit erklärten über 10 Provinzen ihre Unabhängigkeit. Diese Sezession war durch Einzelpersonen oder Milizen initiiert, die allesamt zuvor von ausländischen Mächten finanziert wurden. Das Kalkül der Kolonialmächte war, dass keine der Provinzen die Souveränität erlangen sollte, sondern diese langsam, aber sicher, nacheinander in die Kolonien eingegliedert werden sollten.

## Widerstand und Gründung der KPCh

Banner der Kuomintang Nationalrevolutionäre Armee

Nach dem Ersten Weltkrieg formierte sich durch die Bewegung des 4. Mai ein Widerstand, der weite Teile des Volks einte. Die Großmächte unterstützten daraufhin umso stärker verschiedene „Warlords“, um die Widerstandsbewegungen klein zu halten. Deswegen wurden verschiedene Umstürze, Bürgerkriege und Massaker initiiert, wie zum Beispiel der Zhili-Anhui-Krieg von 1920. Während der Zeit von 1912 bis 1928 wurde China formell von wechselnden militärischen/zivilen Fraktionen regiert, die praktisch von den Großmächten eingesetzt wurden.
Nach der Oktoberrevolution in Russland veröffentlichte die Sowjetunion das Karachan-Manifest, das die imperialistische Politik der Kolonialstaaten und des imperialen Russland verurteilte. Dieses Manifest fand, ebenso wie die kommunistischen Ideen, großen Anklang bei der chinesischen Bevölkerung. Die KPCh wurde gegründet. Da die Sowjetunion aber weiterhin selbst imperialistisch handelte, da auch sie ihre Interessen in China schützen wollte, wandten sich bald viele Intellektuelle der nationalistischeren Kuomintang zu, die die KPCh in Mitgliederzahlen bald übertraf. Um ihren Einfluss wiederzuerlangen, befahl die Sowjetunion 1923 den Parteikadern der KPCh, sich in eine Einheitsfront mit der Kuomintang zu begeben, um diese zu unterwandern und Propaganda zu betreiben. Somit wurde die Kuomintang in die Komintern aufgenommen und die KPCh konnte bis 1926 ihre Mitgliederzahlen tatsächlich erhöhen.

## Nordfeldzug

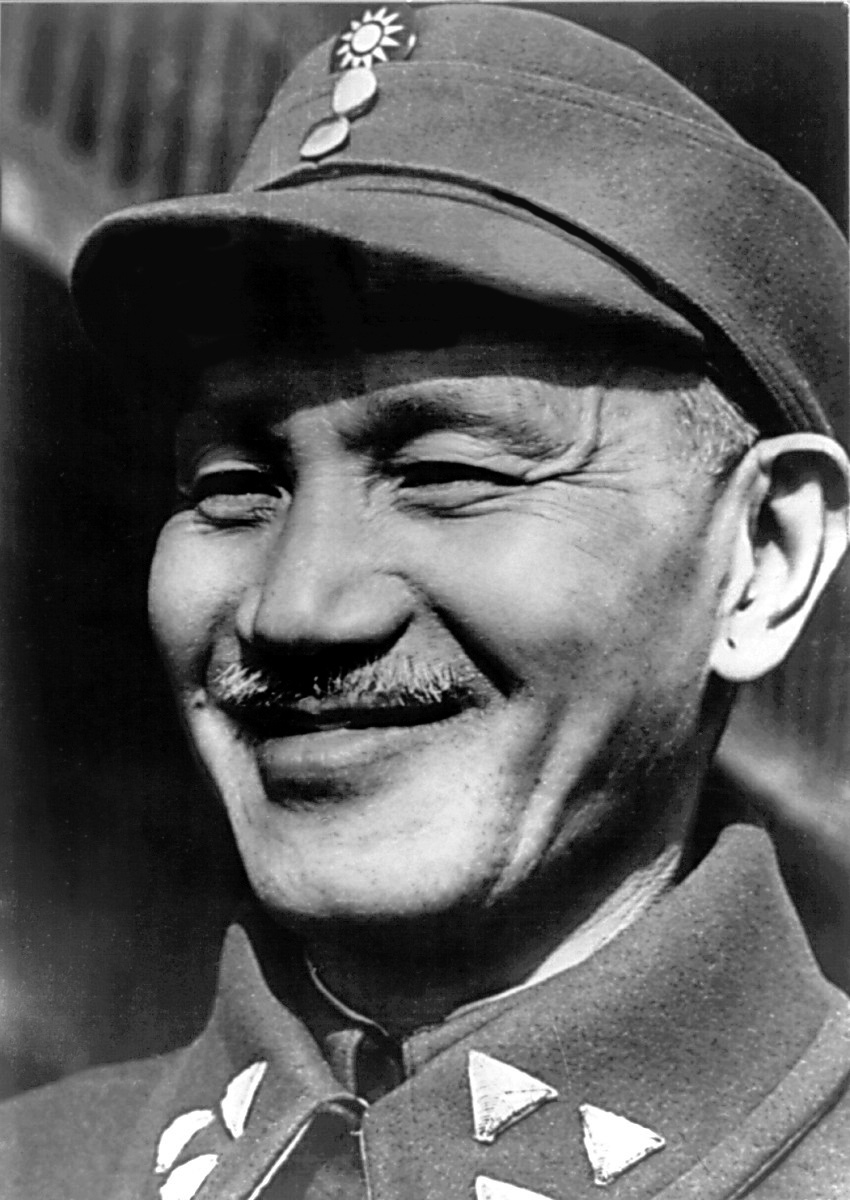
Chiang-Kai-shek: Führer der Kuomintang

Von der Sowjetunion mit Geld und Waffen unterstützt, startete die Kuomintang zusammen mit KPCh unter ihrem Anführer Chiang Kai-shek schließlich am 9. Juli 1926 den Nordfeldzug, um die anderen Warlords im Norden Chinas zu zerschlagen und das Land zu einen. Der Feldzug verlief anfangs sehr erfolgreich, da die Kuomintang es schaffte, sich erfolgreich als Befreier zu inszenieren. Bald liefen viele Soldaten der Warlords, die nur Marionetten der anderen Großmächte waren, massenweise zur Kuomintang über. Bis Herbst hatte die Kuomintang sieben Provinzen eingenommen. Die Sowjetunion, der wie den anderen Großmächten, an einem schwachen China lag, war von den Fortschritten überrascht und musste erkennen, dass die Kuomintang einem chinesischen, nicht kommunistischen Nationalstaat gefährlich nahe war. Nachdem Chiang Kai-shek schließlich Anfang 1927 erfuhr, dass die Sowjetunion auch einen feindlichen Warlord unterstützte, distanzierte er sich von der Sowjetunion. Daraufhin startete die KPCh Kampagnen gegen sogenannte „neue Warlords“, die sich eindeutig gegen die Kuomintang richteten. Diese wiederum stellte Mitglieder der KPCh unter Hausarrest, woraufhin die KPCh die Kuomintang militärisch angriff. Nachdem sich somit die Kuomintang geschlossen gegen die KPCh gestellt hatte, gab die Komintern am 7. August 1927 offiziell den Bruch der Einheitsfront mit der Kuomintang und den Kampf gegen diese bekannt.

## Wiedervereinigung
Dieses Chaos führte zum Wiedererstarken der chinesischen Warlords, die sämtliche Gebiete zurückeroberten und 1928 Peking bedrohten. Dort kam es zu Friedensgesprächen, nach denen die Kuomintang die 18 Kernprovinzen durch die notgedrungene Unterstützung der Sowjetunion, Großbritanniens und der USA zugesprochen bekam. Nur Japan wehrte sich als einzige Großmacht weiterhin strikt gegen diese Erstarkung Chinas, musste jedoch schließlich ebenfalls einwilligen. Der Rest der Provinzen wurde weiterhin von Warlords kontrolliert, allerdings wurde eine neue Scheinregierung mit Beteiligung der Kuomintang gebildet. Landesweit wurde die neue chinesische Flagge gehisst.
Am 29. Dezember 1928 geschah dies auch in der Mandschurei, somit war China symbolisch wiedervereint.
Trotzdem zog sich der chinesische Bürgerkrieg weiterhin fort und endete erst 1949 mit der Gründung der kommunistischen Volksrepublik China.